# Integration of Shadows
Integration of Shadows és una fotografia de l'artista visual estatunidenc Man Ray (1890-1976) que va realitzar en el 1918. Man Ray. S'empra la tècnica de gelatina de plata sobre paper. Disposa d'unes dimensions de 25 x 17 cm.
Entre el plantejament del ready-made i la disseminació del dadà en Nova York, en la que va participar de manera activa, Man Ray va crear la seua fotografia Integration of Shadows (Woman), que forma duo amb una altra denominada, Integration of Shadows (Man). Per la seua referència al gènere femení (i la seua parella al masculí), va suposar un exercici de reconsideració i fallida de la iconografia que la tradició occidental i les convencions de la representació han reservat al tema d'Adam i Eva.

## Anàlisi
La fotografia mostra la formació d’un objecte, resultat de la suma i disposició de diferents materials, corresponents a la vida quotidiana de l’artista, localitzats en el seu propi estudi: dos reflectors metàl·lics esfèrics, una planxa de cristall i sis pinces de fusta per a penjar la roba, que va utilitzar per a colgar les còpies fotogràfiques.
Mitjançant un procés d'antropomorfització, a l'objecte resultant se li assigna un nou significat: la idea de dona.
Amb açò, es reconeix la iconoclàstia dadaista de Marcel Duchamp i Francis Picabia, que Man Ray assumeix també com a resposta al excés de confiança que la cultura moderna va posar en la màquina com a promesa de l'avanç.
Man Ray, des del campus fotogràfic, va posar en pràctica amb Integration of Shadows (Woman) el que va anomenar "poesia plàstica": la resignificació dels objectes a partir de les seues ombres.